# Die Herrin von Avalon
Die Herrin von Avalon ist ein Fantasy-Roman von Marion Zimmer Bradley aus dem Jahr 1996. Sein englischer Originaltitel lautet Lady of Avalon. Er behandelt neben mehreren anderen Romanen einen Teil der Vorgeschichte des Bestsellers Die Nebel von Avalon, in dem die Artus-Sage nacherzählt wird. Dieser Roman war nicht so erfolgreich wie die übrigen Romane dieser Reihe.

## Thema
Dieser Avalon-Roman ist das Bindeglied zwischen den Romanen Die Wälder von Albion und Die Nebel von Avalon. Er besteht aus drei Episoden, je einer aus dem ersten, dem dritten und dem fünften nachchristlichen Jahrhundert.
Der erste Teil ist eine direkte Fortsetzung von Die Wälder von Albion und schildert das weitere Schicksal von Gawen und der Hohenpriesterin Caillean. Unter anderem wird erklärt, wie und warum die Apfelinsel Avalon in den Nebeln aus Raum und Zeit verhüllt wurde, um sie von der äußeren Welt abzutrennen. Hierbei rückt der Konflikt zwischen Christen und Heiden stärker in den Vordergrund und man spürt deutlich die inneren Zwiespalte der einzelnen Figuren. Der zweite Teil schildert die Versuche der Hohenpriesterin Dierna, mit Hilfe des römischen Flottenadmirals Carausius Britannien vor den einfallenden Horden der Sachsen zu schützen. Der dritte und letzte Teil handelt von Viviane und weiteren Figuren aus Die Nebel von Avalon und ist somit die direkte Vorgeschichte zu diesem Buch.

## Handlung
Die Geschichte spielt im Zeitraum von 96 bis 452 n. Chr. im alten Britannien. Der Roman erzählt die Geschichten der drei Hohenpriesterinnen Caillean, Dierna und Viviane, und besteht aus drei Teilen, wobei die Geschichten unabhängig voneinander, aber in chronologischer Reihenfolge abgehandelt werden.
Teil 1: Die Hohenpriesterin (96–118 n. Chr.):
Im Jahre 96 n. Chr. ist Avalon die letzte Zufluchtstätte des alten keltischen Glaubens, während sich über das restliche Britannien die Herrschaft der Römer ausdehnt. Noch leben die Druiden und Priesterinnen von Avalon zwar in Eintracht mit den ersten Christen auf der Insel, und auch von den Römern wird ihr Heiligtum anfangs noch geachtet. Dies ändert sich jedoch im Laufe der Zeit.
Die Erzählung setzt genau da an, wo der Vorgänger-Roman Die Wälder von Albion endet. Nachdem Eilan, Gawens Mutter, bei einer blutigen Auseinandersetzung mit den Römern ums Leben kommt, entschließt sich die Hohenpriesterin Caillean, den jungen Gawen mit auf die Insel Avalon zu holen. Gawen wird durch den alten Barden Branno zum Barden ausgebildet.
Mit der Ankunft Gawens auf der Insel Avalon taucht eine geheimnisvolle, unbekannte Frau auf, einfach „Fee“ genannt, die ihn mit den Worten „Sohn der hundert Könige, sei willkommen bei uns und auf Avalon“ begrüßt und somit Fragen zu seiner zukünftigen Bestimmung aufwirft. Im Austausch dafür, dass ihre Tochter Sienna auf Avalon zur Priesterin ausgebildet wird, weiht sie Gawen in die Künste ein, die man zum Überleben braucht und gibt ihm geheimnisvolle Hinweise auf seine Zukunft. Gawen und Sienna wachsen gemeinsam auf Avalon auf, und zwischen den beiden entsteht eine tiefgehende Freundschaft.
Doch kurz bevor Gawen zum Priester geweiht werden soll, flüchtet er aus Avalon, um sich in Deva seinem Großvater Marcellius Severus anzuschließen und in der römischen Armee als Soldat zu dienen. Er kehrt aber einige Monate später wieder nach Avalon zurück. Nach seinen Erlebnissen in Rom ist ihm klargeworden, dass seine Bestimmung in Avalon liegt. Kurz nach seiner Rückkehr wird Gawen nach einigen Prüfungen zum Priester geweiht. Zur darauffolgenden Beltane-Feier findet seine Vermählung mit Sienna statt, die ein Jahr zuvor zur Priesterin geweiht worden ist.
Nachdem die Römer mit Hilfe von christlichen Mönchen den Weg zu Avalon finden, um den Deserteur Gawen zurückzuholen, kommt es zu Kämpfen. Dabei wird Gawen schwer verwundet, als er das Heiligtum der Insel vor einer Schändung zu schützen versucht. Um die Insel Avalon vor weiteren Angriffen der Römer und Christen zu schützen, entschließen sich die Hohenpriesterin Caillean und die „Fee“, die Kräfte der Götter zusammenzurufen und mit deren Hilfe die Insel weit genug in Zeit und Raum zu verschieben und in Nebel zu hüllen, um sie von der Welt der Menschen zu lösen. Bei der Entrückung der Insel Avalon investiert Gawen seine letzte Kraft, stirbt und wird auf Avalon begraben.
Gawen und Sienna haben eine gemeinsame Tochter. Sienna wird die direkte Nachfolgerin von Caillean.
Teil 2: Die Herrscherin (285–293 n. Chr.):
Die Hohenpriesterin Dierna reitet mit einigen Gefolgsleuten nach Durnovaria, um die jüngste Tochter des Fürsten Eiddin Mynoc, Teleri, nach Avalon zu holen. Auf der Heimreise nach Avalon werden die Hohenpriesterin Dierna, Teleri und ihre Gefolgsleute von sächsischen Piraten überfallen, wobei ein Großteil der Gefolgsleute ums Leben kommt. Dierna und Teleri werden zunächst als Geiseln gefangen genommen, können aber entkommen, als ein Pirat versucht, Teleri zu vergewaltigen, und kommen wohlbehalten in Avalon an.
Als die Piraten immer mehr die Meere Britanniens unsicher machen und immer dreister die Schiffe der Kaufleute überfallen, trifft sich die Hohenpriesterin Dierna in Begleitung von Teleri mit Carausius, einem römischen Flottenadmiral, um die Lage und weitere Vorgehensweisen zu besprechen. Zuvor wird Carausius bei einem schweren Unwetter auf wundersame Weise durch Dierna gerettet und wird daraufhin zu ihrem Verbündeten.
Nachdem Carausius und Teleri geheiratet haben, ruft Carausius eine große Flotte zusammen, um die Städte Britanniens vor den einfallenden Horden der Sachsen zu verteidigen. Doch die Römer kommen ihm zuvor, als sie ihn suchen, um ihn zu richten, weil er sich vom römischen Kaiser abgewendet hat, um stattdessen in den Kampf gegen die Sachsen zu treten. Nach anfänglichen Siegen scheitert Carausius, kommt, nach dem er aus seinen eigenen Reihen an die Römer verraten wurde, ums Leben und wird auf Avalon neben Gawen begraben.
Teil 3: Die Tochter (440–452 n. Chr.):
Mittlerweile wird das Christentum in England radikal vertreten, viele Ketzer werden gesteinigt. Die Priesterinnen haben sich stärker in ihr Heiligtum auf Avalon zurückgezogen als je zuvor. Britannien wird von den erstarkten Germanen (Sachsen) immer wieder angegriffen.
Die Hauptfigur Viviane wächst bei Pflegeeltern auf, bis der Barde Taliesin sie im Auftrag ihrer Mutter, der Hohenpriesterin Ana, nach Avalon holt, weil sie von ihrer Mutter gebraucht wird, nachdem ihre Schwester Anara gestorben ist. Als einzige überlebende von Anas drei Töchtern kommt nun nur noch Viviane als Erbin in Betracht.
Die Hohenpriesterin Ana bringt eine weitere Tochter, Igraine, zur Welt, welche sie mit Taliesin gezeugt hat. Daraufhin wird Viviane nach einigen Prüfungen zur Priesterin geweiht.
Das Land selbst ist zerschlagen und benötigt dringend einen neuen Herrscher, der es eint. Der Sohn von Vortigern, Vortimer, wendet sich an die Hohepriesterin Ana und bittet sie um eine Voraussage und ihre Unterstützung. Ana sorgt dafür, dass Vortimer eine Verbindung mit ihrer Tochter Viviane eingeht. Nachdem Vortimer eine entscheidende Schlacht gegen die Germanen geschlagen hat, stirbt auch er und lässt Viviane schwanger zurück. Fast zeitgleich wird die Hohenpriesterin Ana ebenfalls schwanger. Viviane gebärt eine Tochter, Eilantha, die aber drei Monate später stirbt. Die Hohenpriesterin Ana gebärt eine weitere Tochter, Morgause, und stirbt bei dieser Geburt. Viviane kümmert sich um das Kind ihrer Mutter. Dies treibt nun Anas zurückgebliebenen Geliebten Taliesin dazu, seinen Körper als das Gefäß für den Merlin Britanniens zur Verfügung zu stellen. Zusammen mit Viviane schwört Merlin für den kommenden König, Artus, den Weg frei zu halten.
Viviane tritt die Nachfolge ihrer Mutter an und wird die neue Hohenpriesterin von Avalon.
Die letzten Worte dieses Buches verdeutlichen die Bedeutung von Avalon: „Das Licht einer Seele ist das Licht aller Seelen. Es soll der Menschheit nicht verloren gehen, solange ihr, die ihr das alte Wissen sucht, die Insel findet, die man Avalon nennt.“

## Personen
- Caillean: Eine Hohenpriesterin von Avalon, ihr richtiger Name ist Lon dub, schwarzer Vogel. Sie stammt aus Eriu (Irland), wo sie eines von vielen Kindern war. Später trifft sie auf Eilan und baut eine enge Bindung zu ihr auf. Schon in früheren Leben waren sie Schwestern und Wissende aus Atlantis gewesen. Cailleans Name war Isarma. Nachdem Eilan ums Leben kommt, nimmt sie deren Sohn Gawen als Adoptivsohn mit auf die Insel Avalon.
- Gawen: Sohn von Eilan und Gaius und der einzige Überlebende einer blutigen Auseinandersetzung mit den Römern in Die Wälder von Albion. Er wird durch die Hohenpriesterin Caillean, die ihn als Pflegesohn aufnimmt, auf die Insel Avalon geholt und dort zum Merlin ausgebildet. Als die Nazarener den heiligen Tor zerstören und gleichzeitig die Römer nach Avalon kommen, um Gawen zu holen, wird er schwer verwundet. Er investiert seine letzte Kraft in die Entrückung Avalons aus der Welt der Menschen und wird auf Avalon begraben.
- Fee: Sie taucht als unbekannte und geheimnisvolle Frau bei Gawens Ankunft auf der Insel Avalon auf. Sie weist Gawen in die Weisheiten ein, die man zum alltäglichen Überleben braucht. Die Fee war schon da, bevor die ersten Wissenden aus Atlantis kamen. Sie hat mehr gesehen und erlebt als jeder Mensch. Einst tröstete die Fee Caillean nach ihrer Vergewaltigung, indem sie sie mit dem Lied von Lon-Dub, der kleinen Amsel, in den Schlaf des Vergessens sang.
- Sienna: Die Tochter der Fee und eines Sterblichen, wird auf der Insel Avalon zur Priesterin ausgebildet und mit Gawen vermählt. Sie ist die direkte Nachfolgerin von Caillean.
- Dierna: Hohenpriesterin von Avalon. Bei ihren Überlegungen, wie man Britannien vor den Sachsen schützen kann, trifft sie auf Carausius.
- Teleri: Die jüngste Tochter von Fürst Eiddin Mynoc wird auf Avalon ausgebildet. Aber anstatt sie zur Priesterin zu weihen, wird sie mit Carausius vermählt, um eine Verbindung zwischen Avalon und Rom herzustellen.
- Carausius: Römischer Flottenadmiral, der bei einem schweren Unwetter auf wundersame Weise durch Dierna gerettet und daraufhin zu ihrem Verbündeten wird. Er wird mit Teleri vermählt und kommt bei schweren Kämpfen, nachdem er an die Römer verraten wurde, ums Leben. Er wird auf Avalon neben Gawen begraben.
- Viviane: Herrin vom See und die direkte Nachfolgerin ihrer Mutter Ana, der Hohenpriesterin von Avalon. Wächst bei Pflegeeltern auf, bis Taliesin sie im Auftrag ihrer Mutter abholt, weil diese sie dort braucht, nachdem ihre beiden älteren Schwestern starben.
- Ana: die Hohenpriesterin von Avalon und Mutter von Viviane, stirbt bei der Geburt ihrer letzten Tochter.
- Taliesin: Sänger und Seher, Geliebter von Ana. Er ist der Vater von Anas jüngsten beiden Töchter.
- Vortimer: Sohn des Vortigern, wird mit Viviane vermählt und kommt beim Kampf gegen die Sachsen ums Leben.
- Igraine: Tochter der Hohenpriesterin Ana und spätere Mutter von Morgaine und König Artus.
- Morgause: Die letzte Tochter der Hohenpriesterin Ana, bei deren Geburt Ana stirbt. Morgause wird durch Viviane aufgezogen. Sie ist die spätere Tante von Morgaine.

## Komposition und Erzählstil
Es wird deutlich, wie sich die Riten der Priester und Priesterinnen, ihr Verhältnis zu den Römern und das zu den Christen mit der Zeit wandeln. In den Geschichten wird häufig über Kämpfe gegen die Sachsen, Angeln und Römer berichtet, wobei die jeweiligen Kriegshelden ums Leben kommen. Es werden auch soziale und kulturelle Probleme angesprochen, u. a. werden mehrfach Vergewaltigungen von Frauen erwähnt. Es handelt sich um eine allwissende Erzählform.

## Ausgaben
- Fischer Verlag, Taschenbuch, ISBN 3-596-14222-9
- Random House Audio, Hörbuch, ISBN 3-86604-500-X
- Penguin Books Ltd, Taschenbuch englisch, ISBN 0-14-024193-0
- Verlag Roc; Auflage: Reprint, Taschenbuch englisch, ISBN 0-451-46181-9